# 55 Hydrae
55 Hydrae är en roterande variabel av Alfa2 Canum Venaticorum-typ (ACV) i Vattenormens stjärnbild.
55 Hydrae varierar mellan fotografisk magnitud +5,58 och 5,61 med en period av 4,4136 dygn. Den befinner sig på ett avstånd av ungefär 745 ljusår.